# Sokol

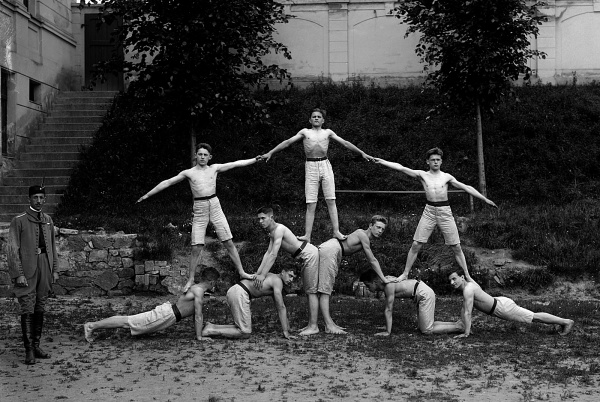
Exercicis gimnàstics del moviment sokol el 1924

El sokol és un moviment gimnàstic nacionalista txec fundat el 1862 per Miroslav Tyrš. Influït per la Grècia clàssica i pel Turnverein alemany, aquest moviment uneix les activitats esportives i culturals amb el patriotisme, i és inseparable del Renaixement nacional txec de finals del segle xix i, més generalment, de l'ascens del sentiment nacional eslau. Es troba estretament lligat a la fundació de l'estat de Txecoslovàquia i al seu destí. Sokol és una paraula txeca que significa «falcó», ocell que simbolitzava la llibertat i el coratge als països eslaus de l'època. El moviment sokol es va estendre també a altres països i, per exemple, és a l'origen dels falcons catalans. El primer president txecoslovac, Tomáš Garrigue Masaryk va ser també un membre actiu del sokol.